# Club Atlético All Boys
Maillots
Actualités
Dernière mise à jour : 14 août 2024.
Le Club Atlético All Boys est un club argentin de football basé à Buenos Aires et évoluant dans le championnat d'Argentine de football de deuxième division (Primera Nacional).

## Histoire
Le nom All Boys reflète la jeunesse des fondateurs, et a suivi la tradition argentine de nommer les clubs de football en anglais; d'autres exemples, Newell's Old Boys, Boca Juniors, River Plate et le Racing Club.
Ayant joué la majorité de ses matchs en deuxième division, All Boys est promu dans l'élite en 2010 en battant Rosario Central en match de repêchage.

## Saisons
- 12 saisons en première division
- 48 saisons en deuxième division
- 17 saisons en troisième division

## Joueurs emblématiques
- Juan Barbas
- Néstor Fabbri
- Carlos Tévez